# Brigitte Gadient
Brigitte Gadient (* 9. Oktober 1963) ist eine ehemalige Schweizer Skirennfahrerin.
In ihrer Karriere gewann die Slalomspezialistin zwar kein Weltcuprennen, belegte aber dreimal den zweiten Platz:
- 1983/84 in Waterville Valley (USA)
- 1984/85 in Madonna di Campiglio (ITA)
- 1985/86 in Savognin (SUI)

Einen Sieg feierte sie allerdings am 22. November 1986, als sie den Slalom der nur zum Nationencup zählenden World Series of Skiing in Sestriere gewann. 
Gadient gehörte in den 1980er Jahren neben ihren Teamkolleginnen Erika Hess, Vreni Schneider, Brigitte Oertli, Corinne Schmidhauser und Christine von Grünigen zum starken Slalomteam der Schweizerinnen.
Für die Olympischen Spiele 1988 in Calgary konnte sie sich nicht qualifizieren, bei den Weltmeisterschaften 1985 in Santa Caterina erzielte sie einen neunten Platz. Gadient trat 1990 vom aktiven Skirennsport zurück.